# Alexander Waibel
Pour les articles homonymes, voir Waibel.
Alexander Waibel (né le 2 mai 1956 à Heidelberg) est un professeur en informatique à l'Université Carnegie-Mellon depuis 1989 et à l'Université de Karlsruhe (Institut de technologie) depuis 1991. Les thèmes principaux de ses recherches sont la reconnaissance automatique de la parole et le traitement automatique du langage naturel. Alex Waibel est un pionnier des systèmes de traduction vocale. Dans le domaine de la recherche fondamentale sur l'apprentissage automatique, il est connu comme l'inventeur du réseau neuronal à retardement, le premier réseau neuronal convolutif utilisant la rétropropagation et entraîné par descente de gradient. Alex Waibel a présenté en 1987 au Japon le premier réseau neuronal à retardement, appliqué à la reconnaissance de phonèmes. 

## Biographie
Alexander Waibel a passé une partie de sa scolarité en Catalogne, où il a été exposé au bilinguisme du Colegio Aleman de Barcelone, avant d'entrer à l'humanistiches Gymnasium de Ludwigshafen puis de rejoindre le Massachusetts Institute of Technology (1978-79) pour commencer ses études supérieures.
Au MIT, le cours d'Alvin Drake "Analyse des systèmes probabilistes" l'a éveillé aux probabilités et à leurs applications. Il y a participé au programme MITalk, destiné à construire une machine capable de lire. Ses études l'ont ensuite conduit à l'Université Carnegie-Mellon (1980-1986), où il a soutenu sa thèse sur la prosodie, dirigée par Raj Reddy.
Alex Waibel a été un des fondateurs de C-STAR, une équipe internationale pour la recherche en traduction de la parole (système speech-to-speech) à l'origine du programme JANUS (1991). En 2003, C-STAR est devenu IWSLT, la Conférence internationale sur la traduction du langage parlé, dont Waibel a présidé le comité directeur dès sa création. Il a dirigé et coordonné plusieurs programmes de recherche multisites aux États-Unis et en Europe, comme Computers In the Human Interaction Loop. Il est le directeur de l'International Center for Advanced Communication Technologies (interACT), né d'un partenariat entre les deux universités dans lesquelles il est professeur depuis 2004.
En 2005, il a dévoilé avec son équipe à Carnegie Mellon le premier système de traduction vocale simultanée en temps réel pour conférences. Son équipe a également mis au point un certain nombre de systèmes multimodaux, notamment des salles de réunion perceptuelles, des systèmes de reconnaissance et des navigateurs pour réunions et des systèmes de dialogue multimodaux pour les robots humanoïdes.
De 2007 à 2013, il a participé au Programme d'action civique MEDCAP (Medical Civil Action Program) afin d'étudier l'utilisation de la traduction vocale dans la délivrance de soins médicaux sur le terrain, dans des situations de crise.
En 2012, il a réalisé la première visioconférence au monde accompagnée d'une traduction simultanée automatique : la traduction de la conférence enregistrait, transcrivait et traduisait automatiquement le discours d'un conférencier en temps réel, et les étudiants suivaient la conférence dans leur propre langue sur leur ordinateur ou leur téléphone.
En 2017, il a été élu à l'Académie des Sciences allemande dans la section "sciences de l'ingénieur".
De 2019 à 2023, il a dirigé l'OML (Organic Machine Learning) financé par le Ministère fédéral de l'éducation et de la recherche, un projet de science fondamentale visant à développer l'apprentissage automatique incrémental et interactif pour l'intelligence artificielle, afin de mieux gérer la surprise dans le langage et la robotique.
En 2023, Waibel a été intronisé membre de l'Explorers Club, en raison de ses expéditions aériennes et de ses explorations en haute mer.

Notes et références
1. ↑  (en) Waibel, Alex, « Phoneme Recognition Using Time-Delay Neural Networks », Présentation au congrès de l'Institute of Electrical, Information and Communication Engineers (IEICE),‎ décembre 1987 (lire en ligne)
2. ↑  Alex Waibel et al., Phoneme Recognition Using Time-Delay Neural Networks IEEE Transactions on Acoustics, Speech, and Signal Processing, Volume 37, No. 3, pp. 328. - 339 March 1989.
3. ↑  (en) A. Waibel, A.N. Jain, A.E. McNair, H. Saito, A.G. Hauptmann et J. Tebelskis, « JANUS: a speech-to-speech translation system using connectionist and symbolic processing strategies », Acoustics, Speech, and Signal Processing, vol. 2,‎ 1991, p. 793–796 (DOI 10.1109/ICASSP.1991.150456).
4. ↑  (en) Roedder, Margit (IAR), « InterACT- Startseite », sur uka.de via Wikiwix (consulté le 14 octobre 2023).
5. ↑  « Demo of breakthroughs in cross lingual communication and speech-to-speech translation, 2005 » (consulté le 19 décembre 2023)
6. ↑  « OML - Startseite », sur www.oml-project.org, 12 avril 2023 (consulté le 21 décembre 2023)